# 布鲁诺·勒塔约
布鲁诺·达尼埃尔·马里·保罗·勒塔约（法語：Bruno Daniel Marie Paul Retailleau，發音：[bʁyno danjɛl maʁi pɔl ʁətajo]；1960年11月20日—），法国政治人物，自2024年9月21日起担任总理米歇爾·巴尼耶政府的内政部长。
勒塔约于1988年当选旺代省总议会议员，1994年—1997年接替菲利普·德·维利耶担任国民议会议员，2004年—2024年任参议员，代表旺代省，2014年—2024年担任参议院共和党团主席。此外，勒塔约于2010年—2015年担任旺代省总议会主席，2015年—2017年担任卢瓦尔河地区大区议会主席。
在被任命为巴尼耶政府成员后，勒塔约被称为该政府最具影响力的人物，他表示接受这一职位是为了“重建法国秩序”。